# Bahía Cumberland (isla Robinson Crusoe)
Bahía Cumberland es una bahía ubicada al noreste de la isla Robinson Crusoe, en el archipiélago Juan Fernández. En su ribera se ubica el único poblado de la isla, San Juan Bautista con una población aproximada de 926 habitantes. 

## Historia

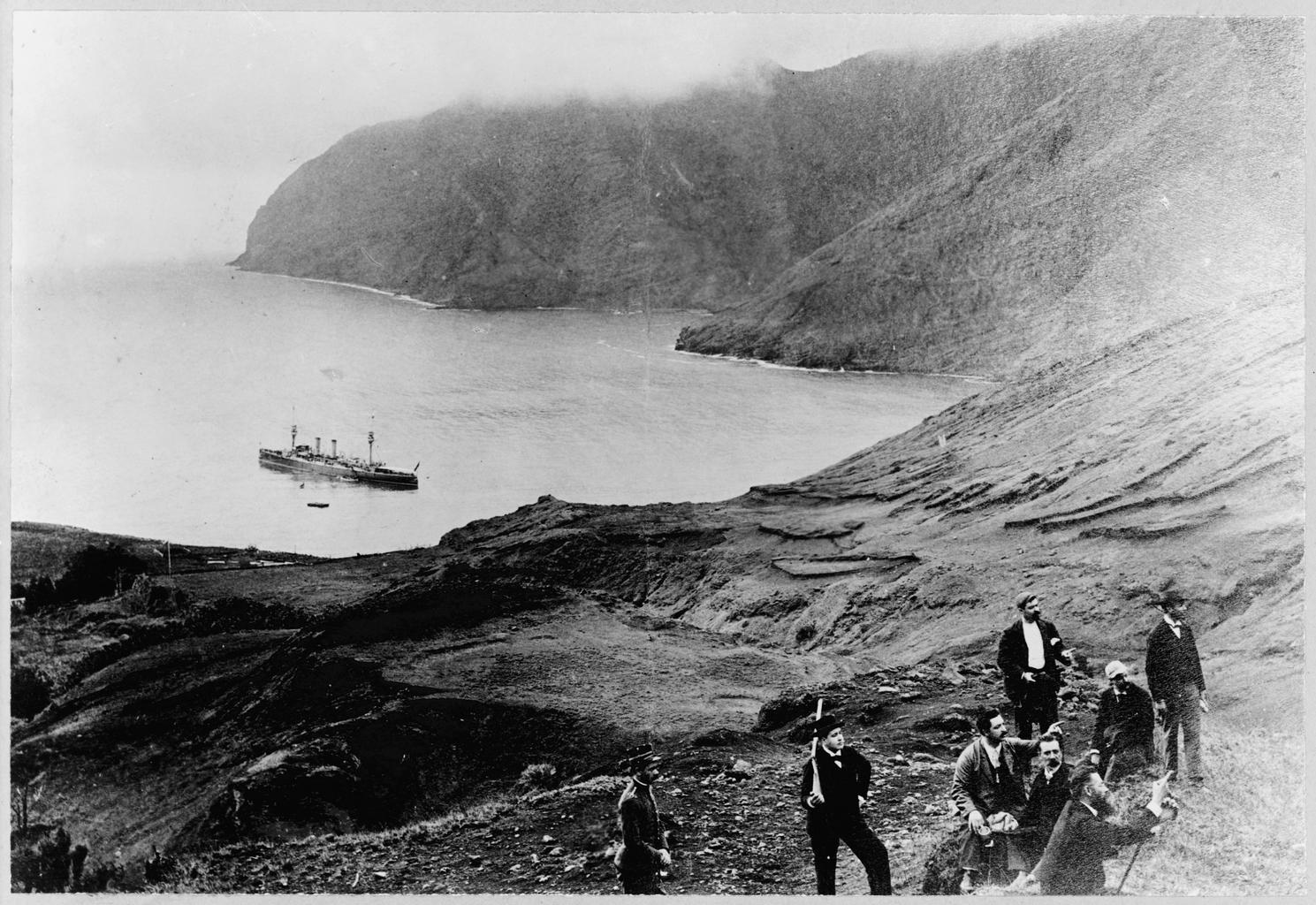
La isla Robinson Crusoe, tal como se la veía a finales del siglo XIX o principios del XX. El barco que se encuentra en la bahía de Cumberland es el crucero Esmeralda.

En noviembre de 1834 fondeó en dicha bahía el buque Pilgrim (180 toneladas, 26,4 m de eslora) del cual era marinero el futuro escritor Richard Henry Dana, quien relataría su estancia en su libro "Two years before the mast".
El  14 de noviembre de 1837  fondearon en la  Bahía las naves de la flota de la confederación Peruano Boliviana al mando del general José Trinidad Morán.
El 14 de marzo de 1915 el crucero alemán SMS Dresden fue hundido en la bahía por tres cruceros ingleses, en el contexto de la Primera Guerra Mundial.

## Lecturas Adicionales

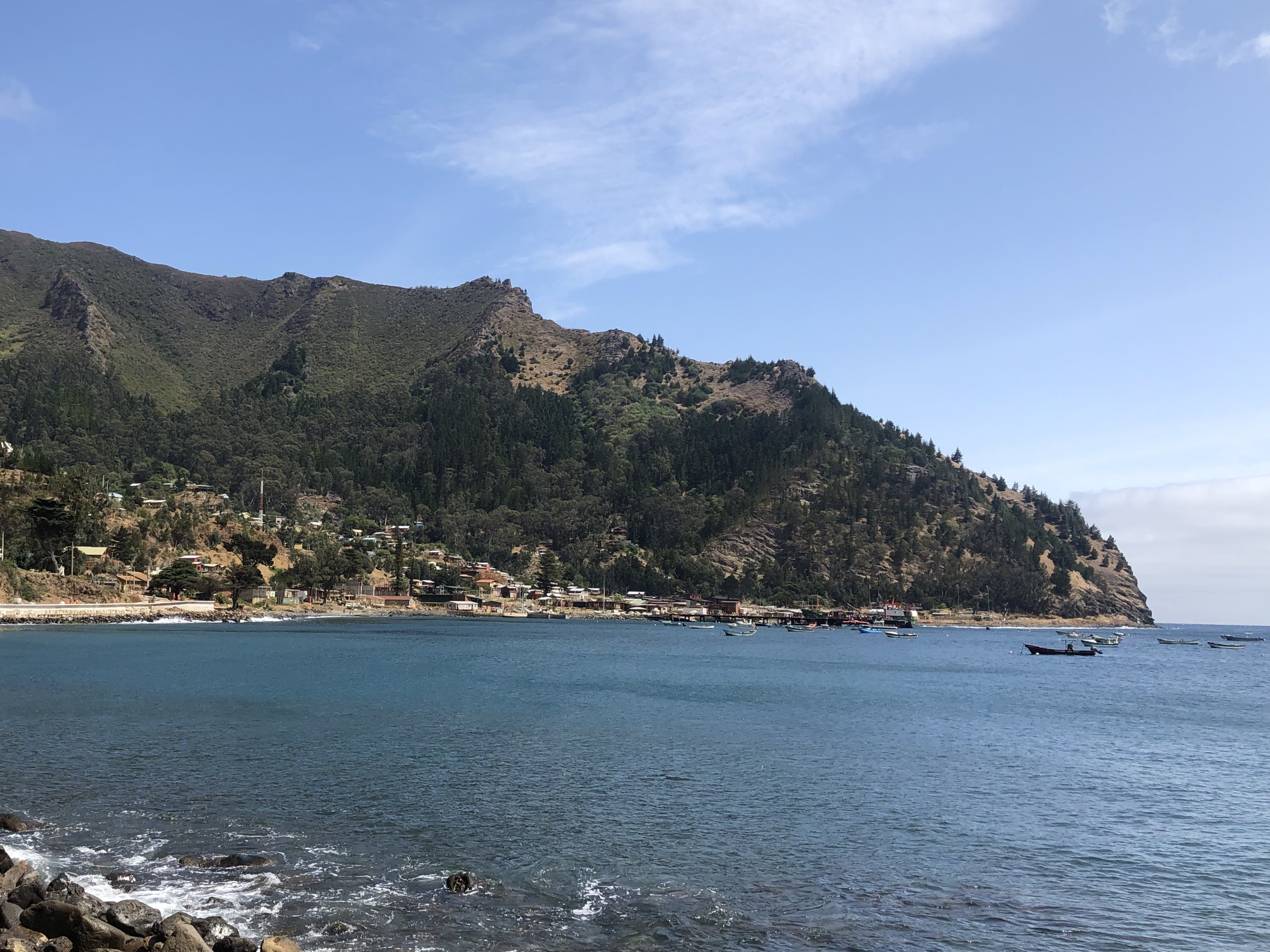
Vista de la bahía de la isla Robinson Crusoe desde la ciudad de San Juan Bautista.

La periodista y escritora viñamarina María Teresa Parker de Bassi publicó en 1987 a través de Editorial Tusitala el libro "Tras la estela del Dresden". El trabajo incluye entrevistas sobre el hundimiento del SMS Dresden en bahía Cumberland a sobrevivientes y parientes de la tripulación. El texto se reeditó en español en los años 1990, 1995, 2003 y fue publicado en el idioma alemán en el año 1993 por la editorial Koehlers Verlagsgesellschaft bajo el nombre "Kleiner Kreuzer Dresden. Odyssee ohne Wiederkehr".
El año 2010, RIL Editores publicó "S.M.S. Dresden. Historia en imágenes", del historiador argentino Diego Lascano, que permite una recreación histórica del crucero liviano a través de 400 fotografías, entre las que figuran aquellas del hundimiento del crucero SMS Dresden en bahía Cumberland.
Ad portas del centenario del hundimiento del SMS Dresden, Uqbar Editores publicó la novela histórica Señales del Dresden, del escritor Martín Pérez Ibarra, en la que se narra puntillosamente la odisea del barco germano, su estadía en el fiordo Quintupeu y el hundimiento en bahía Cumberland.